# Martin Ringström
Per Martin Ringström (Göteborg, 18 marzo 1981) è un ex cestista svedese.
Giocava nel ruolo di ala, è alto 206 cm.

## Palmarès
- Campionato svedese: 2

Solna Vikings: 2002-03
Norrköping Dolphins: 2011-12
- FIBA Europe Cup: 1

Mitteldeutscher: 2003-04